# 张青娥
张青娥（1964年—），湖南安化人，汉族，安化县梅山文化园董事长。荣获全国三八红旗手。中华人民共和国政治人物、第十二届全国人民代表大会湖南地区代表。
2013年，担任全国人大代表。